# Селівачова Наталія Федорівна
Селівачова Наталія Федорівна (16 березня 1951, Київ) — бібліограф, музейник.

## Біографія
Народилась у багатодітній родині службовців.
Закінчила Київський державний інститут культури (1977). Працювала у Центральній науковій бібліотеці АН України (1972–1976); Державній історичній бібліотеці України (1976–1994) головним бібліотекарем у довідково-бібліографічному відділі, згодом очолювала відділ інформаційної роботи; у Музеї Івана Гончара (1994–1996) завідувала відділом просвітницької роботи. Згодом перейшла працювати до заповідника «Стародавній Київ», з 1998 р. завідує Музеєм історії Михайлівського Золотоверхого монастиря.
Нагороджена медаллю «В пам'ять 1500-ліття Києва». Дружина мистецтвознавця Михайла Романовича Селівачова.

## Публікації
- Наукова організація праці вчителя: Рекоменд. бібліограф. список. — К., 1980;
- Наукова організація праці учня: Рекоменд. бібліограф. список. — К., 1980;
- Їх іменами названі вулиці Києва. Випуск 3. — К., 1982. — У співавторстві;
- Їх іменами названі вулиці Києва. Випуск 4. — К., 1982. — Редактор.
- Молодь соціалістичних країн: Бібліограф. покажчик. — К., 1986. — У співавторстві;
- Каталог виставки акварелей Г. К. Ткаченка (до 90-річчя від його народження). — К., 1988. — 25 с. — Упорядник;
- Декабристы: Библиограф. указатель. 1988. — К., 1990. — У співавторстві;
- Українська народна декоративно-вжиткова творчість: Бібліографічний покажчик публікацій 1975—1985 рр. — Київ–Опішнє, 1990. — 80 с. — У співавторстві;
- Сторінки історії України: Бібліограф. покажчик. Випуски 1 і 2. — К., 1990 і 1992. — У співавторстві;
- Музей відбудови монастиря // Пам'ятки України. — 1991. — № 1. — Співавтор Іван Черняков.
- Література, повернена з фонду спеціального зберігання: Бібліографічний покажчик. — К., 1992. — У співавторстві;
- Інформаційно-методичні матеріали для працівників закладів культури. Український народний одяг. *Традиції і сучасність: Бібліографічний покажчик. — К., 1994. — У співавторстві;
- Великдень. Каталог виставки з фондів Музею Івана Гончара. — К.: Музей Івана Гончара, 1995. — 49 с., іл. — Редактор-упорядник.
- Музей Михайлівського Золотоверхого монастиря в контексті відновлення церковного музейництва // Ант (Київ). Вип. 2. — К., 1999. — С. 49-52;
- Слово про Михайлівський Золотоверхий. Фотоальбом. — К., 2003. — 198 с. — Консультант з історичних питань.
- Спогади  Павла Жолтовського / Публікація, передмова та коментарі Н. Селівачової // Ант (Київ). Вип. 10-12. — К., 2003. — С. 174—178; Вип. 13-15. — К., 2005. — С. 180—183; Вип. 16-18. — К., 2006. — С. 198—204; Вип. 19-21. — К., 2008. — С. 200—211; Вип. 22-24. — К., 2010. — С. 236—243.
- Новий музей у відновленому монастирі // Михайлівський Золотоверхий монастир. Ювілейний випуск, присвячений 900-річчю. — К., 2008. — С. 133—137.
- Осередок духовності й культури // Дивослово. — 2008. — № 12. — С. 57-58;
- Рятівник архістратига [Павло Миколайович Жолтовський] // Науковий збірник, присвячений 900-річчю Михайлівського Золотоверхого монастиря. — К., 2008. — С. 253—256.

## Про неї
- Сагайдак М., Пучков А.. Михайло Селівачов: життєпис у контексті українського життя 2-ї половини ХХ ст. // Михайло Селівачов: бібліографічний покажчик. — К., 2006. — С. 2-12;
- Історія Свято-Михайлівського Золотоверхого монастиря. — К., 2007. — С. 4, 20.
- Українські бібліографи. Вип. 2. — К., 2010. — С. 139.